# Ага Мирек

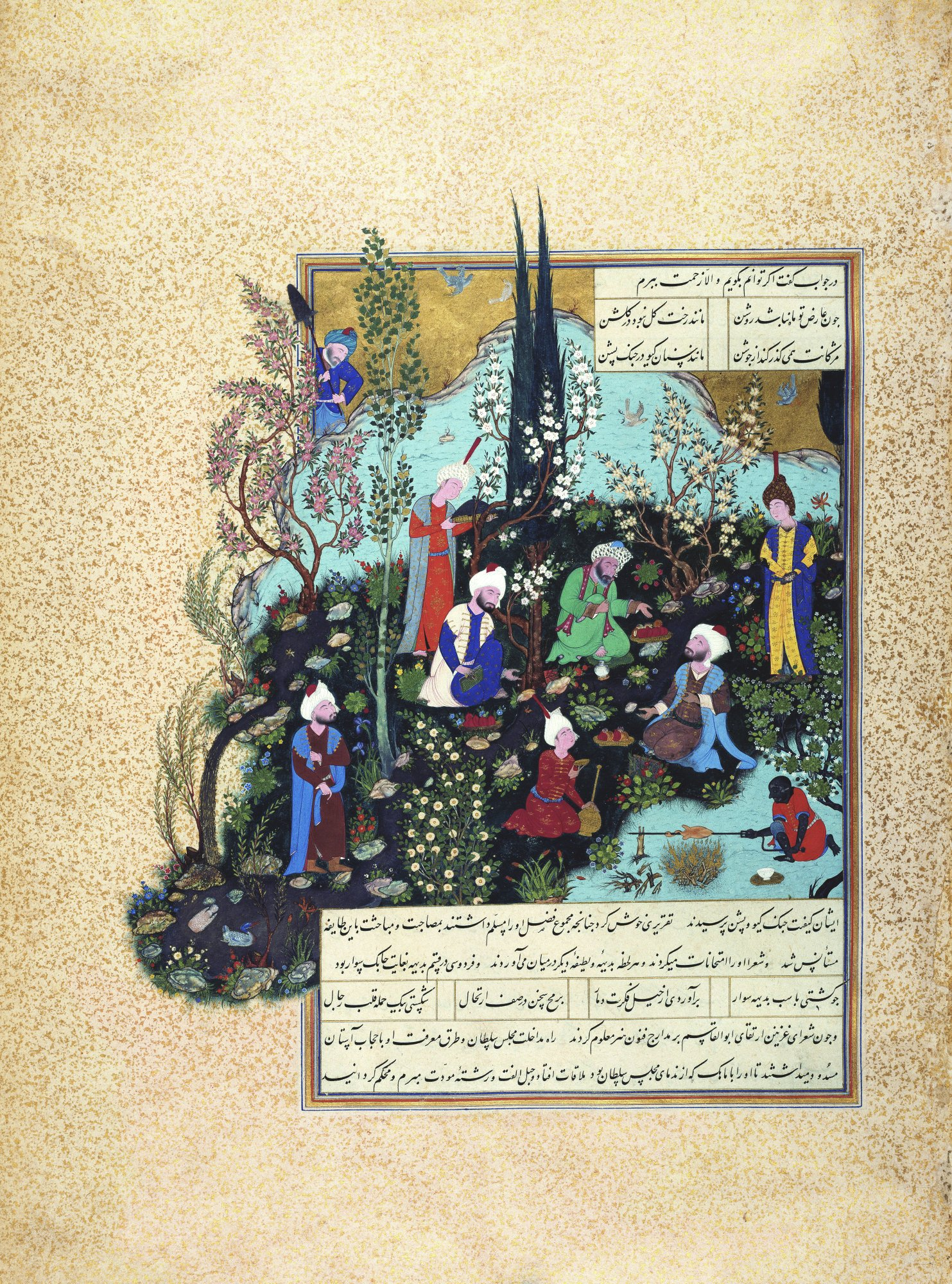
Ага Мирек. Фирдоуси принимает придворных поэтов из Газны. «Шахнаме шаха Тахмаспа» Фирдоуси. ок. 1532 г. Коллекция Садруддина Ага-хана, Женева.

Ага Мирек (также Ага Мирек Исфахани; работал с 1520-х по 1575 год) — персидский художник, резчик по слоновой кости.

## Биография
Ага Мирек был уроженцем Исфахана, и принадлежал к прямым потомкам пророка Мухаммеда. Около 1520 года он прибыл в Тебриз, тогдашнюю столицу персидского царства, и стал художником шахской китабхане. Живший в XVI веке автор «Трактата о каллиграфах и художниках» Дуст Мухаммад сообщает, что Ага Мирек и Мир Мусаввир были двумя несравненными сейидами на службе у шаха Тахмаспа I (1514—1576), расписавшими стены дворца его брата, Сама Мирзы, и участвовавшие во всех крупных проектах по созданию иллюстрированных рукописей. Современники тех событий сообщают, что между молодым Тахмаспом и Ага Миреком установились дружеские отношения, и художник принимал участие во всех ночных пирах и попойках, которые устраивал шах. Его считали бонвиваном и поэтом — он писал неплохие стихи.

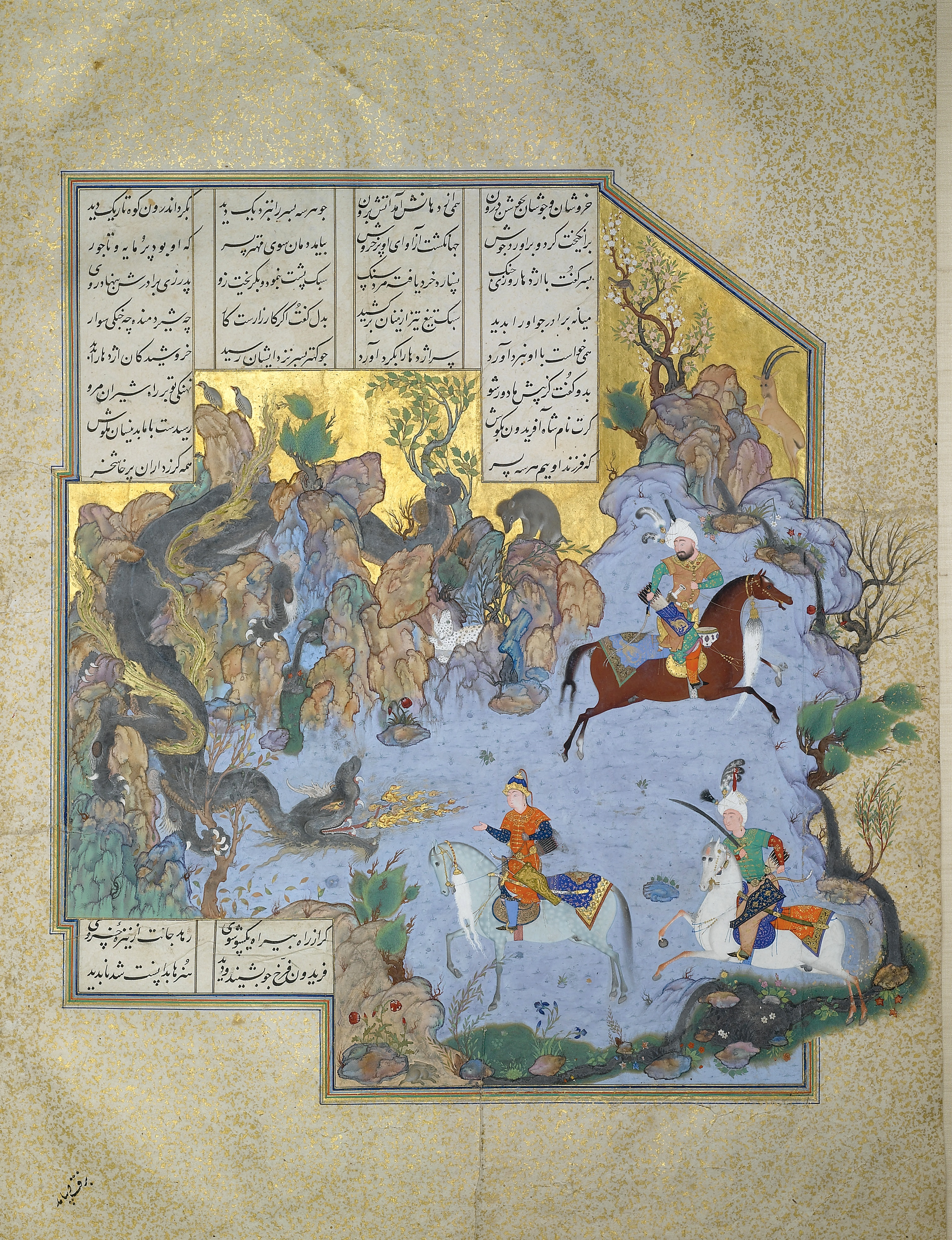
Фаридун, обернувшись драконом, испытывает своих сыновей. Лист из «Шахнаме» Тахмаспа, 1525-35 гг., Аукцион Сотбис.

С 1522 года шахской китабхане руководил Кемаледдин Бехзад, поэтому вполне естественно, что Ага Мирек перенял множество приёмов у этого замечательного мастера. Под началом Бехзада в придворной мастерской собралось целое созвездие талантов — Касим Али, Султан Мухаммед, Мир Сеид Али и другие. Можно догадаться, с каким удовольствием молодой Ага Мирек окунулся в её творческую атмосферу.
Художник известен не только своими миниатюрами, ему принадлежат изумительные маргиналии на полях рукописей, изображающие фантастических животных (рукопись «Гулистан» поэта Саади начала XVI века, ныне хранится в частной коллекции, Хьюстон, США). Впрочем, хорошо у него получались не только фантастические животные, но и обычные — Ага Мирек имел репутацию лучшего художника-анималиста мастерской шаха Тахмаспа. Кроме этого, он известен как дизайнер ковров, и мастер резьбы по слоновой кости.

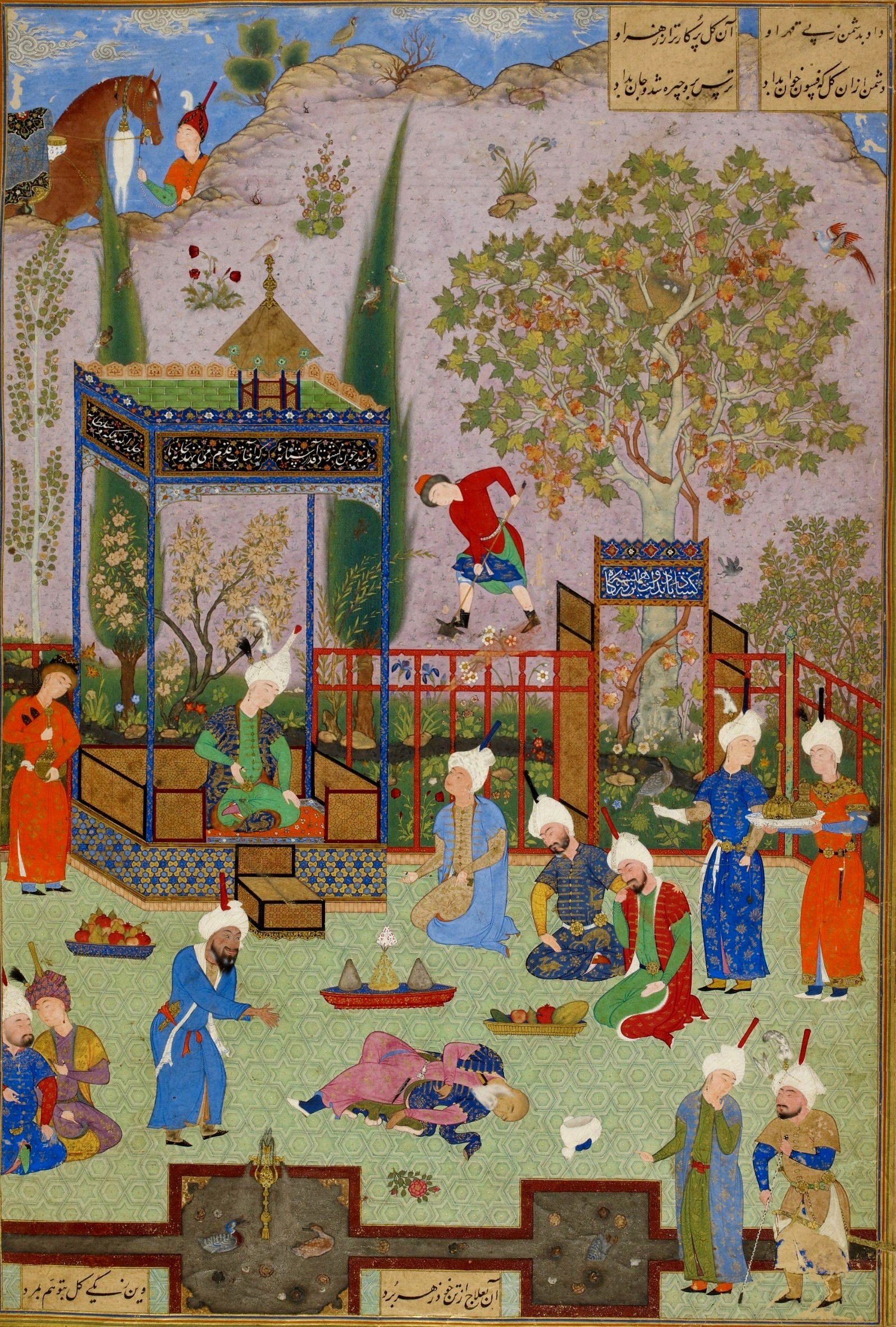
Ага Мирек. Спор двух врачей. «Хамсе» Низами. 1539-43 гг., Британская библиотека, Лондон.

Карьера Ага Мирека похожа на карьеру нескольких художников мастерской Тахмаспа I. Начав работать в шахской китабхане в Тебризе, он, далее, перешёл на службу к племяннику шаха Тахмаспа Султану Ибрагиму Мирзе, поскольку к 1540-м годам Тахмасп стал терять интерес к миниатюре, а после перевода столицы в город Казвин, и открытия там новой шахской китабхане, Ага Мирек переходит на службу туда. Султан Ибрагим Мирза служил губернатором в Мешхеде, однако некоторые исследователи считают, что Ага Мирек не переезжал в этот город, а по-прежнему работал в Тебризе, отсылая свои работы Ибрагиму Мирзе с курьером. Современные искусствоведы выделяют четыре основных этапа его творческой эволюции: 1520-е годы, когда он изображал несколько укрупнённые фигуры в аккуратных пейзажах; 1530-е годы — переходный период; период с конца 1530-х по 1555 г, когда композиции мастера стали более сложными, а колорит миниатюр более тонким; и поздний период с 1555 по 1575 год, когда, судя по всему, художник вернулся к манере, в которой он работал в молодости.

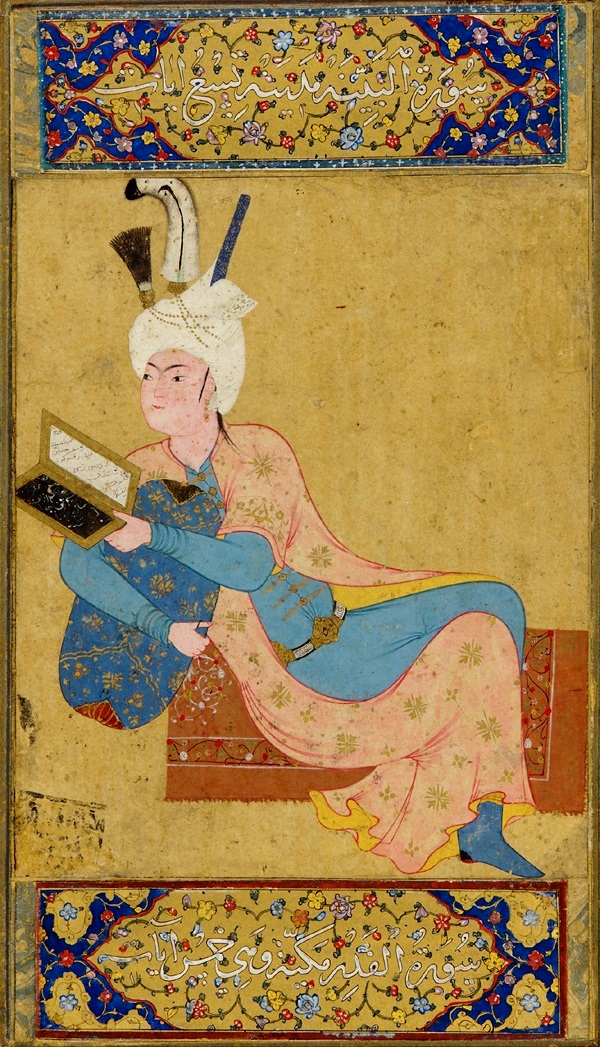
Ага Мирек. Отдыхающий принц. ок. 1530 г. Галерея Фрир, Вашингтон.

Исследователи Диксон и Уэлч считают, что Ага Мирек в молодом возрасте принимал участие в создании миниатюр для знаменитого «Шахнаме» шаха Тахмаспа, работа над которым велась в 1525-35 годах (рукопись ныне разрознена, отдельные листы хранятся в разных коллекциях и музеях мира). В 1539-43 гг. он вместе с другими лучшими художниками шаха трудился над экземпляром «Хамсе» Низами, заказанным Тахмаспом I (Лондон, Британская библиотека). Четыре миниатюры этого манускрипта приписываются Ага Миреку, и самая интересная среди них, пожалуй, — «Спор двух врачей», изображающая как два придворных врача сошлись в жестоком споре, кто из них сильнее в своем ремесле. Один из врачей приготовил ужасную пилюлю, от которой желудок рвался на части, и человек умирал. Он предложил проглотить её своему сопернику. Тот с улыбкой сделал это, но принял её вместе с противоядием собственного приготовления, затем отправился к клумбе, сорвал розу, и дал её съесть своему сопернику. В присутствии султана отступать тому было некуда, он начал её есть, и моментально умер.
Работая при дворе Ибрагима Мирзы Ага Мирек принял участие в иллюстрировании рукописи поэмы «Семь престолов» (Хафт Ауранг) поэта Джами, работа над которой велась в 1556-65 годах (Галерея Фрир, Вашингтон). Кроме участия в столь престижных проектах Ага Мирек создавал миниатюры на отдельных листах. Среди них можно упомянуть два листа из галереи Фрир — «Два принца» (ок. 1535г) и «Отдыхающий принц»(ок.1530г). «Отдыхающий принц» — не просто изображение принца с книжкой в руке (некоторые считают, что это портрет молодого шаха Тахмаспа), но идеализированное воплощение красоты и мудрости — идеала суфийских поэтов-мистиков, который они видели в легендарном Юсуфе (Иосифе). О Юсуфе гласит и надпись в раскрытой книжке принца, так что параллель в данном случае прямая.
Ага Мирек был крупным персидским мастером XVI века, лучшим его учеником был Султан Мухаммед; творчество Ага Мирека имело продолжение среди могольских художников, которые копировали его работы.